# آمواگ
آمواگ (انگلیسی: Amouage) شرکت کالای لوکس عمانی است، که در سال ۱۹۸۳ تأسیس شد.